# Chiriaïevo
Chiriaïevo (en russe : Ширяево (Самарская область) est un village de l'Oblast de Samara en Russie, situé sur la rive droite de la Volga, dans une large vallée qui longe les monts Jigouli, dans le méandre de Samara, à proximité du Parc national Samarskaïa Luka.

## Premières mentions
En 1628, à l'époque du tsar Mikhaïl Feodorovitch, des paysans qui fuient la Russie centrale s'installent à l'emplacement du village. La première mention de celui-ci date de 1643-1645. Une description plus complète du village se retrouve plus tard dans les notes du peintre néerlandais Cornelis de Bruijn, qui l'a visité en 1703.

## Toponymie
Le nom primitif du village Chiriaïev Bouerak, signifie littéralement large ravin. Chir (ширь) est la racine russe désignant la largeur et bouerak (буерак) signifie ravin en russe. Le méandre de Samara dans lequel est situé le village a, en effet, une longueur de 35 kilomètres ce qui est long pour ce fleuve.

## Histoire
Lors du premier recensement du village en 1719, il n'y avait que 25 ménages parmi lesquels 80 hommes appartenant à divers propriétaires de la famille Filitov. 
En 1767, Catherine II, lors de son voyage sur la Volga, offre ce village et ses terres à son favori Grigori Orlov en compagnie duquel elle visitait son pays avec le jeune frère de Grigori, Vladimir Orlov.

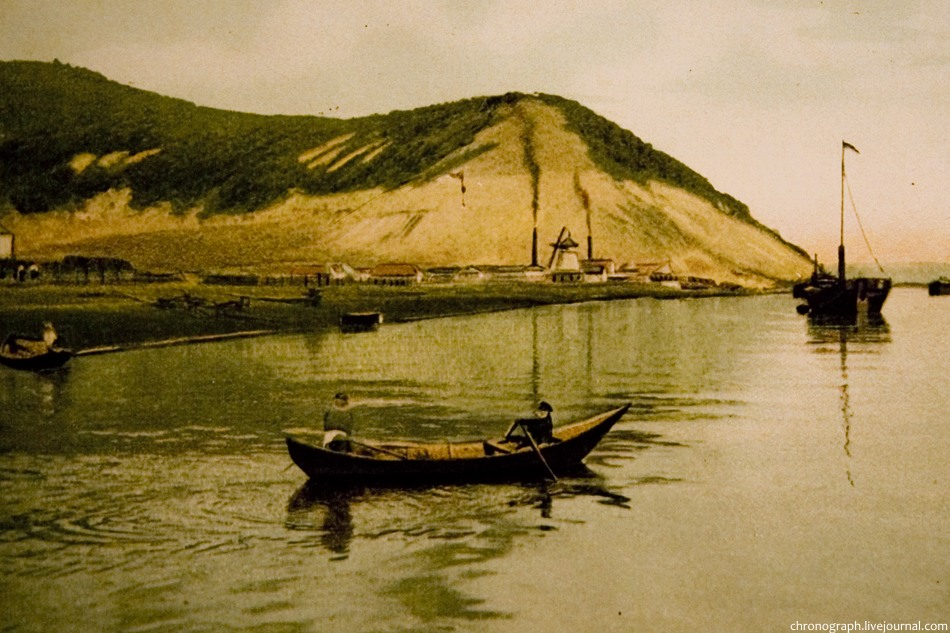
Vue de Chiriaïevo le long de la Volga

En 1929-1930, a lieu, en URSS, la dékoulakisation. Des koulaks sont exilés dans le village de Chiriaevo. Ils vivent dans des
casernes et travaillent dans des usines ou des fermes collectives. Pour certains jusque dans les années 1950. 

## Musée et excursions
Un complexe de musées s'est constitué à partir de la maison-musée de Répine, de la maison musée du poète Chiriaïevets et du domaine de Vdovine.
Depuis le 12 juin 2007, ont été adjoints : un musée ethnographique, une place de la poésie et de nouvelles salles d'expositions.

### Maison-musée Répine

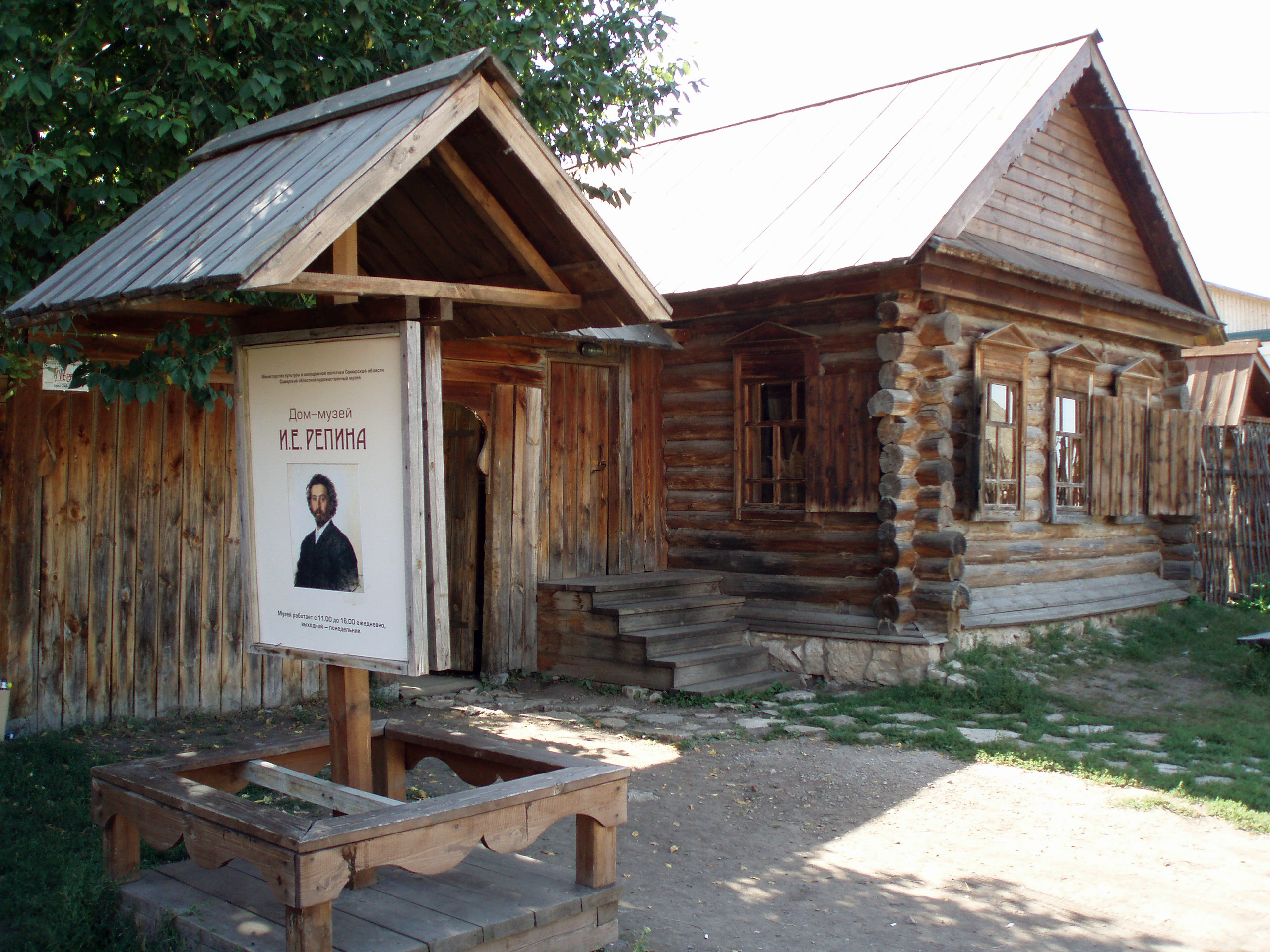
Maison-musée Répine

En 1870, trois jeunes artistes , Ilia Répine, Fiodor Vassiliev et Ievgueni Makarov, ainsi que le frère d'Ilia Répine, Vassili Répine, passent plusieurs mois à Chiriaïevo. Répine a décrit ces moments dans son ouvrage Le lointain proche. Ce qui frappe la plus dans la Volga, écrit-il, ce sont ses vastes espaces. « Aucun de nos albums ne pourraient contenir une pareille perspective ». C'est là qu'il a esquissé son tableau Les Bateliers de la Volga.
.
«  Mon premier dessin sur la rive avec un groupe d'enfant s'est terminé par un scandale. Les enfants étaient heureux, ayant reçu un sou pour s'être tenus tranquilles. Mais les mères en s'enfuyant étaient offusquées. Elles ont battu leurs enfants et les ont obligé à rendre l'argent reçu. Il n'y a que les haleurs qui ont accepté de poser pour un demi-litre.
 »

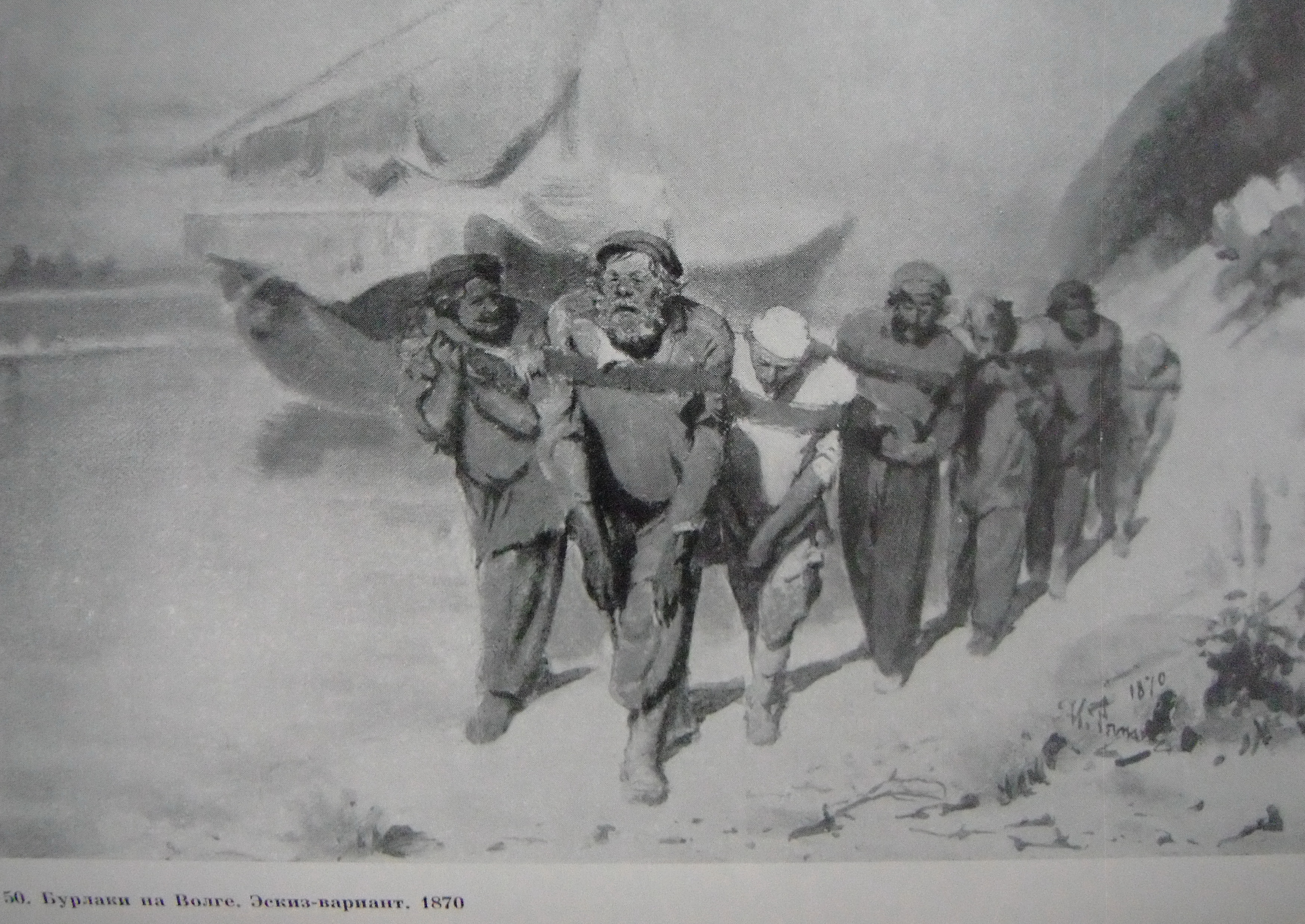
1870 esquisse pour Les Bateliers de la Volga de Répine

En face du musée Répine, on trouve dans une exposition ethnographique présentant des modèles de sculptures en bois, des télègues, des barques, des puits.

### Maison-musée Chiriaïevets
Le poète russe de l'Âge d'argent, Alexandre Chiriaïevets (ru) (pseudonyme de Alexandre V. Abramov) (1887-1941), est né à Chiriaïevo et s'est fait connaître sous son pseudonyme créé à partir du nom du village. Il nous reste de lui les Chants de la Volga, considérés par la critique comme de la poésie authentique . Depuis 2005 une maison-musée est dédiée au poète Chiriaïevets.
Depuis 1976, dans le village de Chiriaïevo, est organisée une journée de lecture, le jour anniversaire de la mort du poète Sergueï Essénine.

### Propriété Vdovyne
La Maison blanche ou manoir Vdovyne a été construite en 1910. Deux salles présentent une exposition ethnographique et des copies de tableaux des artistes qui ont fréquenté le village: Ilia Répine, Fiodor Vassiliev, Ievgueni Makarov, Aristarkh Lentoulov, Ivan Chichkine, Ivan Aïvazovski Sergueï Ivanov. Deux autres salles permettent d'organiser des expositions d'artistes contemporains.
Depuis 1999, en effet, la biennale d'art contemporain de Chiriaïevo (ru) est organisée dans le village et ses environs et porte sur le thème Entre l'Europe et l'Asie.

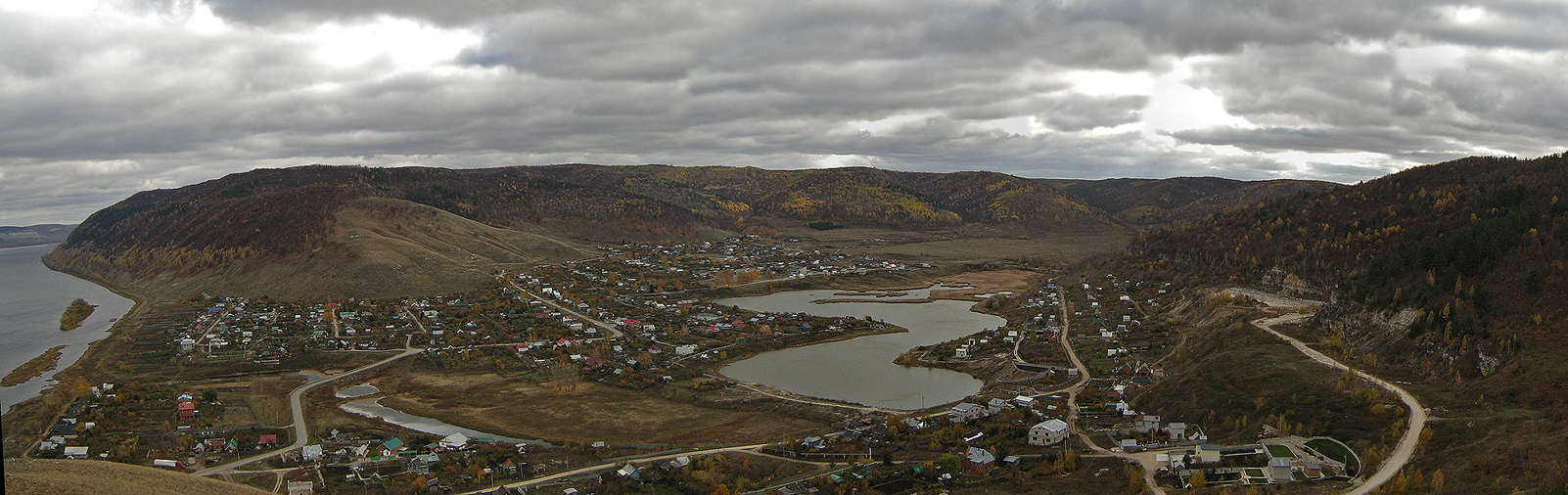
Vue du village, du mont Polova dans les monts Jigouli